# Wicked (film)
Wicked, intitolato sullo schermo come Wicked - Parte I (Wicked: Part I), è un film del 2024 diretto da Jon M. Chu.
La pellicola è l'adattamento cinematografico dell'Atto I dell'omonimo musical di Winnie Holzman e Stephen Schwartz, tratto dal romanzo Strega - Cronache dal Regno di Oz in rivolta di Gregory Maguire, a sua volta una rivisitazione de Il meraviglioso mago di Oz di L. Frank Baum.

## Trama
Il Regno di Oz è in festa dopo la morte di Elphaba, la Perfida Strega dell'Ovest sconfitta dalla piccola Dorothy. Glinda, la Buona Strega del Nord, conferma la notizia ai Mastichini e racconta loro della nascita di Elphaba, nata con la pelle di colore verde dopo che la madre aveva avuto una relazione extraconiugale. Quando una Mastichina le chiede se è vero che lei ed Elphaba erano state amiche, la strega comincia a ricordare il loro primo incontro in università.
Diversi anni prima la giovane Glinda (allora chiamata "Galinda") si era iscritta alla prestigiosa Università Shiz con la speranza di studiare stregoneria con la celebre Madame Morrible. La professoressa, tuttavia, aveva snobbato Galinda dopo aver notato l'enorme potenziale di Elphaba, che si era recata all'ateneo solo per accompagnare la sorella disabile Nessarose. Elphaba e Galinda sono costrette a diventare coinquiline, ma tra le due nasce subito una forte antipatia, esacerbata dalla grande popolarità di Galinda e le discriminazioni che Elphaba subisce per via del colore della sua pelle.
Il clima politico a Oz si fa sempre più difficile e gli animali parlanti cominciano a subire pesanti discriminazioni. Elphaba fa amicizia con uno di loro, il dottor Dillamond, la capra che insegna storia. Intanto l'arrivo del carismatico principe Fiyero Tigelaar getta in subbuglio l'università. Fiyero organizza una festa alla Sala da Ballo Ozdust per uscire con Galinda, che dal canto suo suggerisce a Boq, invaghitosi di lei, di invitare al ballo Nessarose. Commossa dal bel gesto per la sorella, Elphaba chiede a Madame Morrible di cominciare a insegnare magia anche a Galinda.
Quando lo scopre, Galinda è presa dai sensi di colpa: ha infatti invitato Elphaba alla festa dopo averle donato l'orribile cappello a punta della nonna, motivo per cui la giovane strega viene derisa da tutti al ballo. Tuttavia, Galinda interviene e si mette a ballare con Elphaba, rendendo così popolare tra gli altri studenti la sua danza stravagante. Le due diventano amiche e Galinda decide di aiutare Elphaba a diventare popolare.
Durante una lezione, il dottor Dillamond viene arrestato, dato che agli animali è stato proibito di insegnare. Grazie ai suoi poteri magici e all'aiuto di Fiyero, Elphaba libera un leoncino messo in gabbia affinché non imparasse mai a parlare. La piccola disavventura avvicina Fiyero ed Elphaba, che comincia a nutrire sentimenti per il ragazzo di Galinda. Sempre più colpita dai poteri di Elphaba, Madame Morrible le fa ottenere un invito per incontrare il Mago di Oz e la giovane strega chiede a Galinda (che si è ribattezzata "Glinda" in onore del dottor Dillamond) di andare con lei alla Città di Smeraldo.
Giunte davanti al Mago, Elphaba e Glinda scoprono che il sovrano è un affabile uomo di mezz'età. Dopo l'arrivo di Madame Morrible a corte, lei e il Mago chiedono ad Elphaba di dare prova dei suoi poteri leggendo l'Orripilario, un libro magico scritto in una lingua perduta che Elphaba riesce a decifrare immediatamente. L'incantesimo di Elphaba fa spuntare dolorosamente le ali alle scimmie della guardia privata del Mago, che intende usare come spie. Elphaba quindi si rende conto che è stato proprio l'autoritario Mago (in realtà un cialtrone senza alcun potere magico) ad aver promulgato le leggi razziali contro gli animali e che ora intende usare quest'ultimi per mantenere il controllo su tutto il Regno di Oz.
Rifiutando le offerte del Mago, Elphaba ruba l'Orripilario e scappa, mentre Madame Morrible ordina la sua cattura e la proclama una nemica dello Stato, notizia che giunge anche a Nessarose. Nonostante le suppliche di Glinda, che viene in seguito avvicinata da Madame Morrible, Elphaba decide di non tornare sui suoi passi e fugge dalla Città di Smeraldo su una scopa volante dichiarando guerra al Mago.

## Produzione
Inizialmente previsto per il 2019 con Stephen Daldry alla regia, il progetto fu poi posticipato al 2021 e infine posticipato ulteriormente a causa della pandemia di COVID-19.
Nel febbraio 2021 è stato annunciato che Jon M. Chu avrebbe diretto il film e nel novembre dello stesso anno Ariana Grande e Cynthia Erivo si sono unite al cast nel ruolo di Glinda ed Elphaba. L'anno successivo Jonathan Bailey, Jeff Goldblum, Ethan Slater, Michelle Yeoh, Bowen Yang e Keala Settle si sono uniti al cast. Inoltre, nel 2022 è stato annunciato che il film sarebbe stato realizzato in due parti.
Le riprese principali sono avvenute negli Sky Studios Elstree in Inghilterra tra il dicembre 2022 e il gennaio 2024, ma interrotte per un periodo nel luglio 2023 a causa dello sciopero dei membri del sindacato SAG-AFTRA.

## Colonna sonora
Il film mantiene la colonna sonora originale del primo atto del musical (eseguita anche in italiano), che esce il 22 novembre 2024, giorno del debutto della pellicola negli USA.

### Titoli italiani delle canzoni
- Non si piange il male (No One Mourns The Wicked)
- Cara e vecchia Shiz (Dear Old Shiz)
- Il mago e io (The Wizard and I)
- Che strano effetto (What Is This Feeling?)
- Il male sia arrivato a Oz (Something Bad)
- Danza e vivrai (Dancing Through Life)
- Popolare (Popular)
- Non puoi averlo (I'm Not That Girl)
- Ecco qui la Città di Smeraldo (One Short Day)
- Un sentimentale ormai (A Sentimental Man)
- La gravità non sarà un limite (Defying Gravity)

## Promozione
Il primo teaser trailer del film è stato diffuso l'11 febbraio 2024 durante il Super Bowl LVIII, mentre un trailer esteso è stato pubblicato il 15 maggio; successivamente viene pubblicato un secondo trailer il 6 settembre 2024.

## Distribuzione
La distribuzione del film, prima parte di un dittico, è avvenuta il 21 novembre 2024 nelle sale italiane e il giorno seguente in quelle statunitensi.

### Edizione italiana
L'edizione italiana del film è stata curata dalla Universal Pictures International Italy con la supervisione artistica di Barbara Casucci. La direzione del doppiaggio e i dialoghi sono curati da Roberto Gammino, assistito da Lucia Rinaldi, per conto della CDC Sefit Group che si è occupata anche della sonorizzazione.
I testi italiani delle canzoni e la direzione musicale sono stati affidati a Lorena e Virginia Brancucci.
Il 9 novembre 2024 la Universal ha confermato (non senza controversie) che l'edizione italiana sarebbe stata interamente doppiata, canzoni comprese, con adattamento di Lorena Brancucci e direzione musicale di Virginia Brancucci. Il film viene comunque distribuito nei cinema italiani anche in versione originale con sottotitoli.

## Accoglienza

### Incassi
A fronte di un budget di 150 milioni di dollari, il film ha incassato 473231120 $ in Nord America e 283048126 $ nel resto del mondo, per un totale di 756279246 $. Nel primo fine settimana di programmazione, si è posizionato al primo posto del botteghino statunitense incassando 112,5 milioni di dollari.
In Italia ha incassato 3551206 € con 460179 presenze.
Il film è diventato l'adattamento cinematografico di una produzione di Broadway più remunerativo di sempre al botteghino statunitense, e l'adattamento cinematografico di un musical con più incassi al mondo, superando Mamma Mia! (2008).

### Critica
Il film è stato accolto positivamente dalla critica. Sull'aggregatore di recensioni Rotten Tomatoes ha un indice di gradimento dell'88% basato su 401 recensioni, con un voto medio di 7,8 su 10. Su Metacritic ottiene un punteggio di 73 su 100 basato su 63 recensioni.

## Riconoscimenti
- 2025 - Premi Oscar[27]
  - Migliori costumi a Paul Tazewell
  - Miglior scenografia a Nathan Crowley e Lee Sandales
  - Candidatura per il miglior film
  - Candidatura per la miglior attrice a Cynthia Erivo
  - Candidatura per la miglior attrice non protagonista a Ariana Grande
  - Candidatura per il miglior montaggio a Myron Kerstein
  - Candidatura per i migliori trucco e acconciatura a Frances Hannon, Laura Blount e Sarah Nuth
  - Candidatura per la miglior colonna sonora originale a John Powell e Stephen Schwartz
  - Candidatura per il miglior sonoro a Simon Hayes, Nancy Nugent Title, Jack Dolman, Andy Nelson e John Marquis
  - Candidatura per i migliori effetti speciali a Pablo Helman, Jonathan Fawkner, David Shirk e Paul Corbould
- 2025 - Golden Globe[28]
  - Miglior risultato al cinema e al box office
  - Candidatura per il miglior film commedia o musicale
  - Candidatura per la migliore attrice in un film musicale o commedia a Cynthia Erivo
  - Candidatura per la migliore attrice non protagonista ad Ariana Grande
- 2024 - National Board of Review Award[29][30]
  - Miglior film
  - Miglior regista a Jon M. Chu
  - NBR Spotlight Award a Cynthia Erivo e Ariana Grande
- 2025 - Critics' Choice Award[31]
  - Candidatura per il miglior film
  - Miglior regista a Jon M. Chu
  - Candidatura per la miglior attrice protagonista a Cynthia Erivo
  - Candidatura per la miglior attrice non protagonista ad Ariana Grande
  - Candidatura per il miglior cast corale
  - Candidatura per la miglior sceneggiatura non originale a Winnie Holzman e Dana Fox
  - Candidatura per la miglior fotografia a Alice Brooks
  - Migliori costumi a Paul Tazewell
  - Miglior scenografia a Nathan Crowley e Lee Sandales
  - Candidatura per il miglior trucco e acconciatura a Frances Hannon, Sarah Nuth e Laura Blount
  - Candidatura per i migliori effetti speciali a Pablo Helman, Jonathan Fawkner, Paul Corbould e David Shirk
- 2025 - Screen Actors Guild Awards
  - Candidatura per il miglior cast cinematografico
  - Candidatura per la migliore attrice protagonista a Cynthia Erivo
  - Candidatura per il migliore attore non protagonista a Jonathan Bailey
  - Candidatura per la migliore attrice non protagonista ad Ariana Grande
  - Candidatura per le migliori controfigure cinematografiche

## Sequel
Il seguito diretto, Wicked - Parte 2 (Wicked: For Good), corrispondente al conclusivo Atto II dell'omonimo musical, sempre con la regia di Jon M. Chu, è previsto nelle sale nordamericane il 21 novembre 2025 e in Italia il giorno prima.